# Baćkowice
Baćkowice è un comune rurale polacco del distretto di Opatów, nel voivodato della Santacroce.
Ricopre una superficie di 96,25 km² e nel 2004 contava 5 163 abitanti.